# 陳嘉言 (天順進士)
陳嘉言（1432年—？），字用之，廣東廣州東莞縣人，明朝政治人物。進士出身。

## 生平
廣東鄉試第二十名。天順八年（1464年）甲申科會試第一百八十三名，殿試登進士第三甲第七十一名。

## 家族
曾祖父陳廷直。祖父陳英孫。父亲陳譔。